# Nazionale femminile di hockey su ghiaccio della Gran Bretagna
La nazionale di hockey su ghiaccio femminile della Gran Bretagna è la squadra che rappresenta il Regno Unito nelle competizioni internazionali di hockey su ghiaccio femminile.
Fra il 1989 ed il 1997 ha partecipato ai campionati europei, aderendo nel 1993 alle competizioni mondiali. Attualmente si trova in Division III. In ottobre 2024 occupa il 21 posto nel ranking IIHF alle spalle della nazionale Polacca.

## Risultati
- 1989: doppia sconfitta con l'Olanda nel turno di qualificazione europea
- 1991: 9a all'Europeo dopo la finalina di consolazione contro l'Olanda
- 1993: 4º posto (su 5) nella Pool B mondiale
- 1995: 8º posto (su 8) nella Pool B mondiale
- 1996: altro 8º posto (su 8) nella Pool B mondiale
- 1999: 2º posto (su 4) nel Pool B Qualifying Group
- 2000: 4º posto (su 8) nel Pool B Qualifying Group
- 2001: 2º posto nel gruppo di qualificazione della Division 1
- 2003: 6ª e ultima nella Division 2
- 2004: 6ª e ultima nella Division 2
- 2005: 2º posto in Division 3
- 2024: Qualificazioni per Olimpiade di Milano-Cortina 2026